# Markwart Schmidt
Markwart Schmidt (* 11. Juni 1937 in Pirmasens; † 9. Dezember 1980 in Wolfsburg) war ein deutscher Politiker (SPD) und Mitglied des Niedersächsischen Landtages.

## Leben
Nach dem Ende der Volksschule besuchte er das Humanistische Gymnasium Pirmasens. Im Anschluss studierte er in Wilhelmshaven, Berlin und Göttingen Sozialwissenschaften. Seit 1956 war er Mitglied der Burschenschaft Frisia Wilhelmshaven. 1961 war AstA-Vorsitzender in Wilhelmshaven. Er schloss sein Studium im Jahr 1962 durch den Erwerb des Diploms ab.
Danach war er in den Jahren 1962 bis 1967 bei der Evangelischen Akademie Loccum als Leiter in der Jugendbildung tätig. Von 1967 bis 1970 wirkte er als sozialwissenschaftlicher Referent des Hannoverschen Landessozialpfarramtes und übernahm ab 1970 in der Wolfsburger Arche die Leitung der Industriediakonie. In die SPD trat er im Jahr 1963 ein. Vom 21. Juni 1978 bis zu seinem Tod war er Mitglied des Niedersächsischen Landtages (9. Wahlperiode).
Er war verheiratet und hatte zwei Kinder.